# 瑪哈泰寺 (大城府)
瑪哈泰寺位於泰國大城府。興建於1374年（素可泰王朝時期）為大城府最早建造的高棉佛塔之一。瑪哈泰寺共建有198座佛塔，其中主佛塔坍塌於宋譚王時期，殿內僅存支撐石柱可見。瑪哈泰寺為1991年列入世界遗产的「阿瑜陀耶古城」項目之一部分。

## 歷史
瑪哈泰寺被考古學家推論為當年素可泰王朝（西元1238年－1438年） 的行政與信仰中心，素可泰王朝為泰族創立的第一個帝國，佛像雖然受到錫蘭與高棉的佛教藝術影響，但依然建造出「行走佛」佛像造形獨樹一格，充份體現佛陀慈悲與沈靜的力量，呈現出素可泰王朝獨特的佛教美學。
西元1767年，大城遭緬甸軍入侵毀壞，放火焚燒寺廟佛像，王朝終至滅亡，僅留下斷垣殘壁，所剩餘的完整佛像寥寥無幾，可見當時大城府淪陷後文物遭受破壞的嚴重程度。近年經過泰國考古部門的維護搶救，陸續將主塔深入地下七層的佛像、供桌以及動物造型的黃金貢箱等珍貴寶物挖出，現收藏在昭森帕拉國家博物館（英語：Chao Sam Phraya Museum）做長期展示。

## 樹中佛像
瑪哈泰寺最受遊客青睞的莫過於佛殿前的「樹中佛像」，此佛像閉目安詳、沈靜從容，與無花果樹合為一體。
據傳當時泰軍與緬甸軍戰爭時，節節敗退，緬甸軍為了展示軍威，便將大城佛寺裡石刻佛像的佛首盡數砍下，其中一顆佛首滾到了無花果樹的樹根底部，經年累月後，佛首被樹根包裏了起來，形成今日天然的「樹中佛」奇觀，引起觀光遊客爭相留影。當地人民則將這顆佛首視為神聖之物，泰國政府在此舉行過多次皇家儀式。

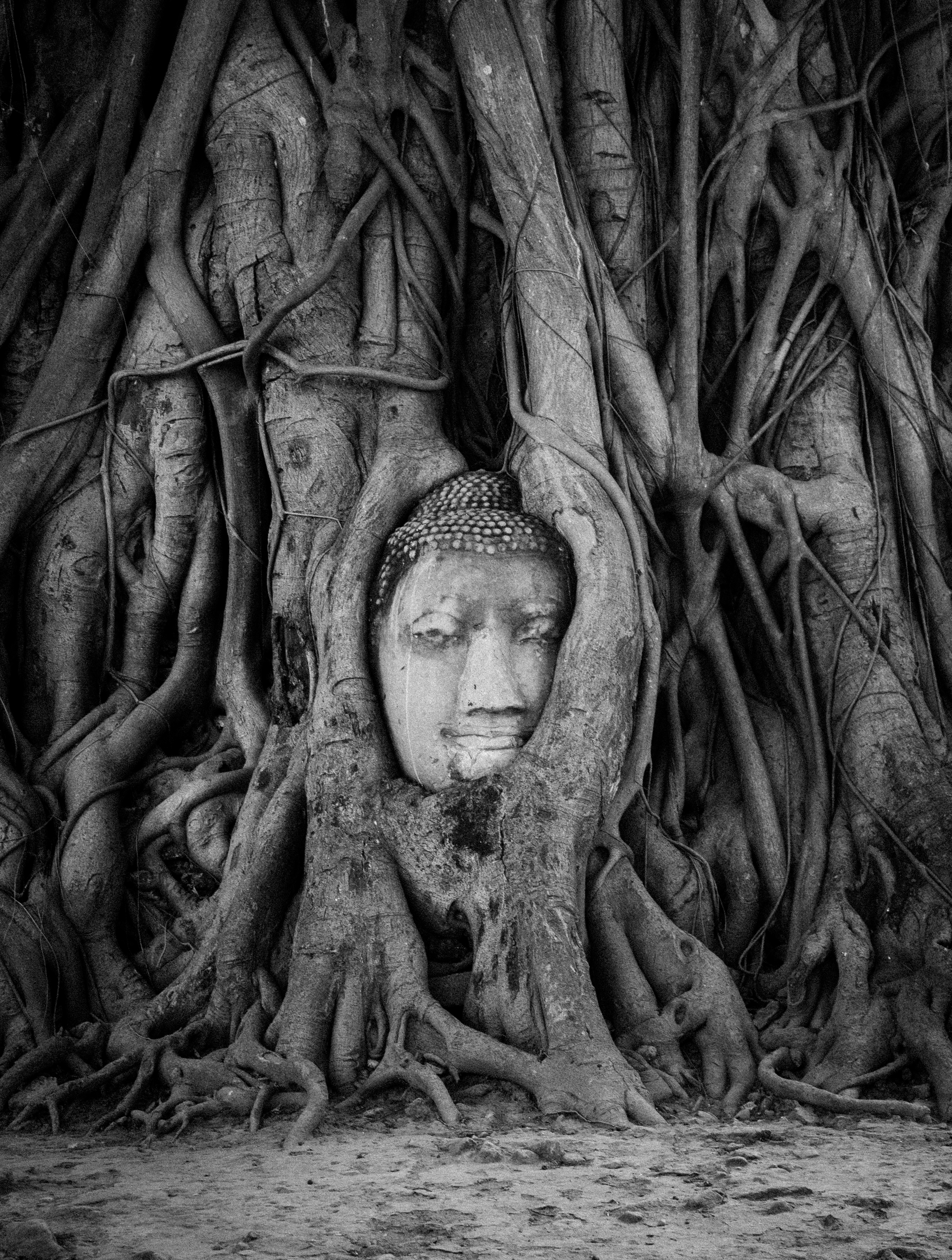
著名的樹中佛像。
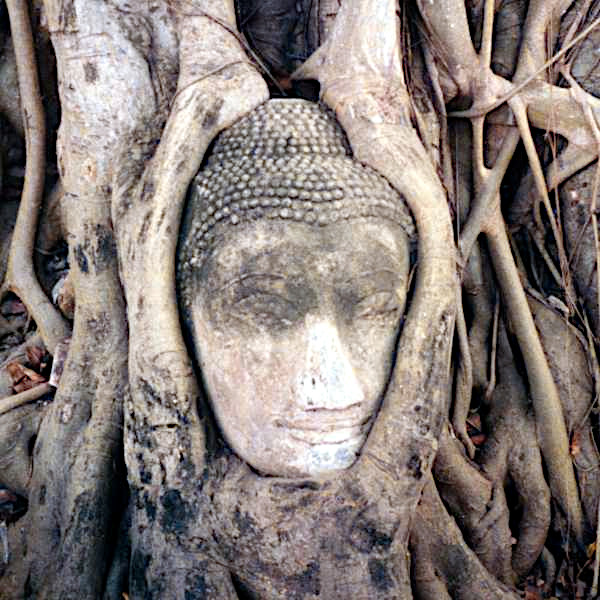
樹中佛像近照。

## 周邊景點

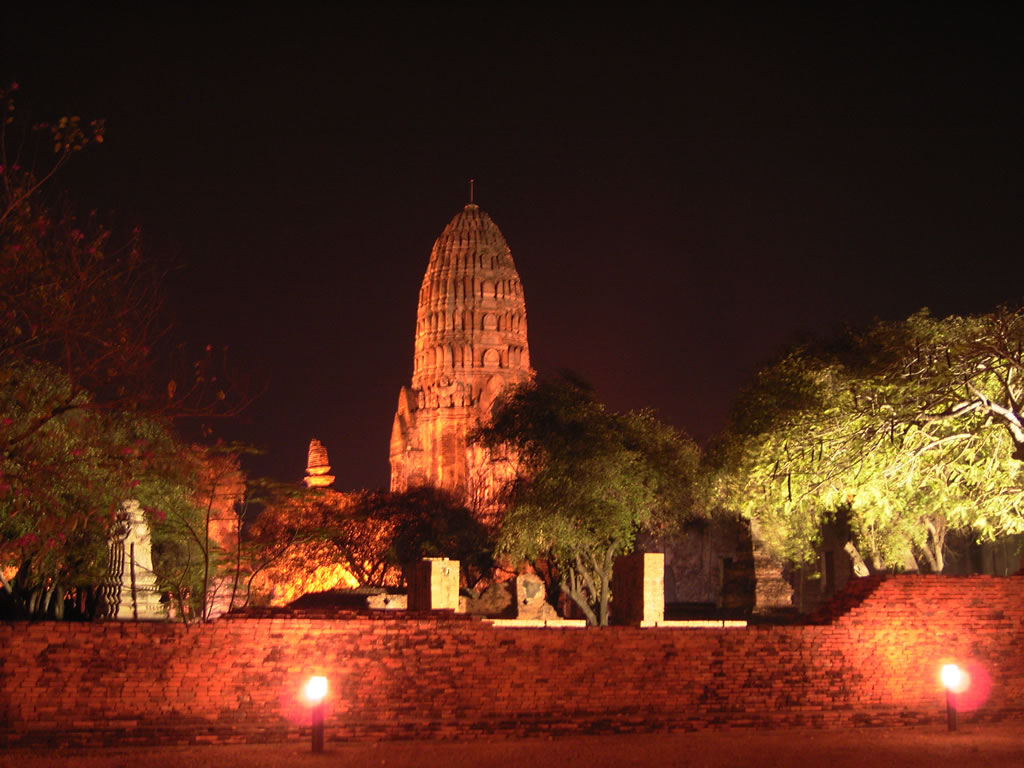
拉嘉布拉那寺。
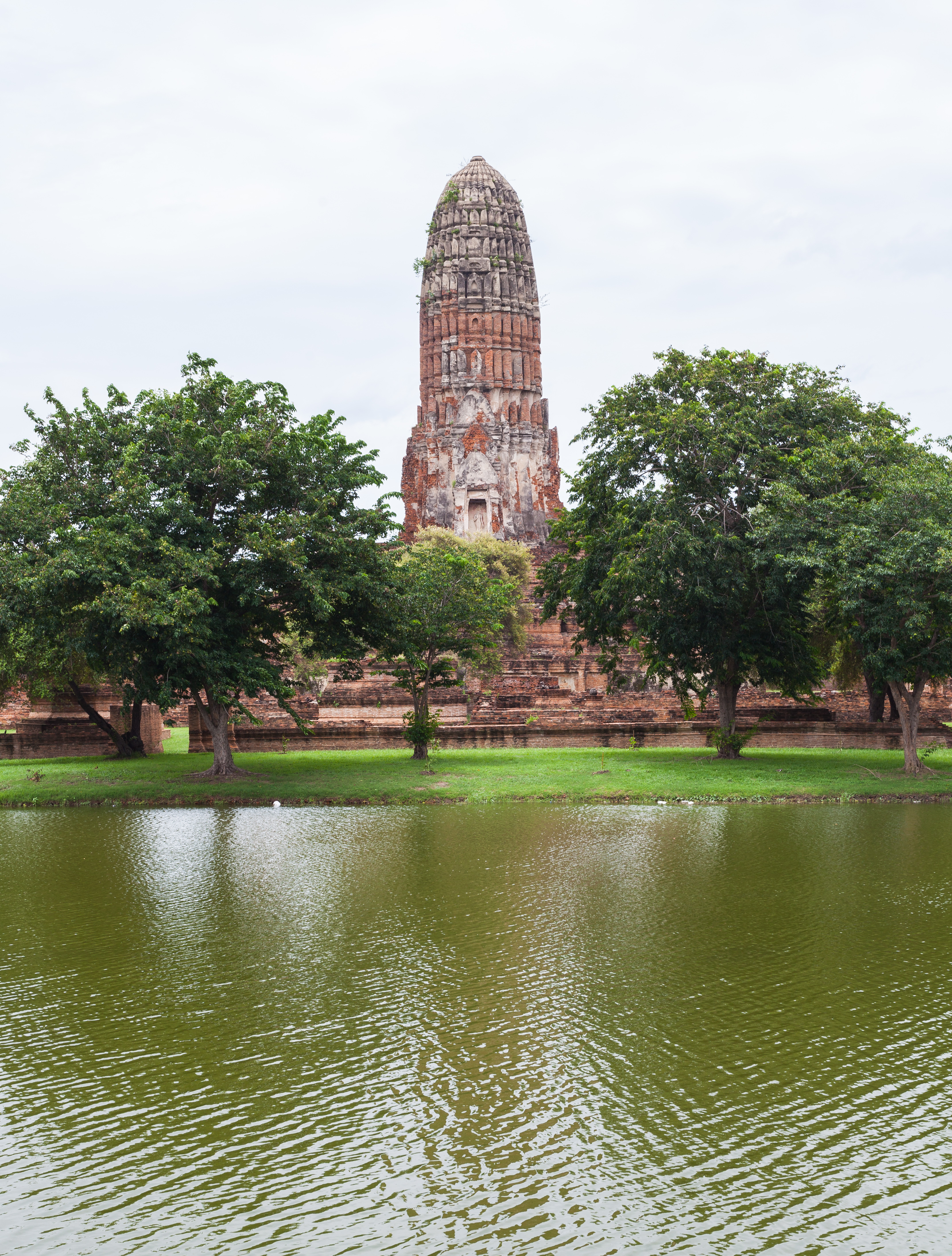
普蘭寺。
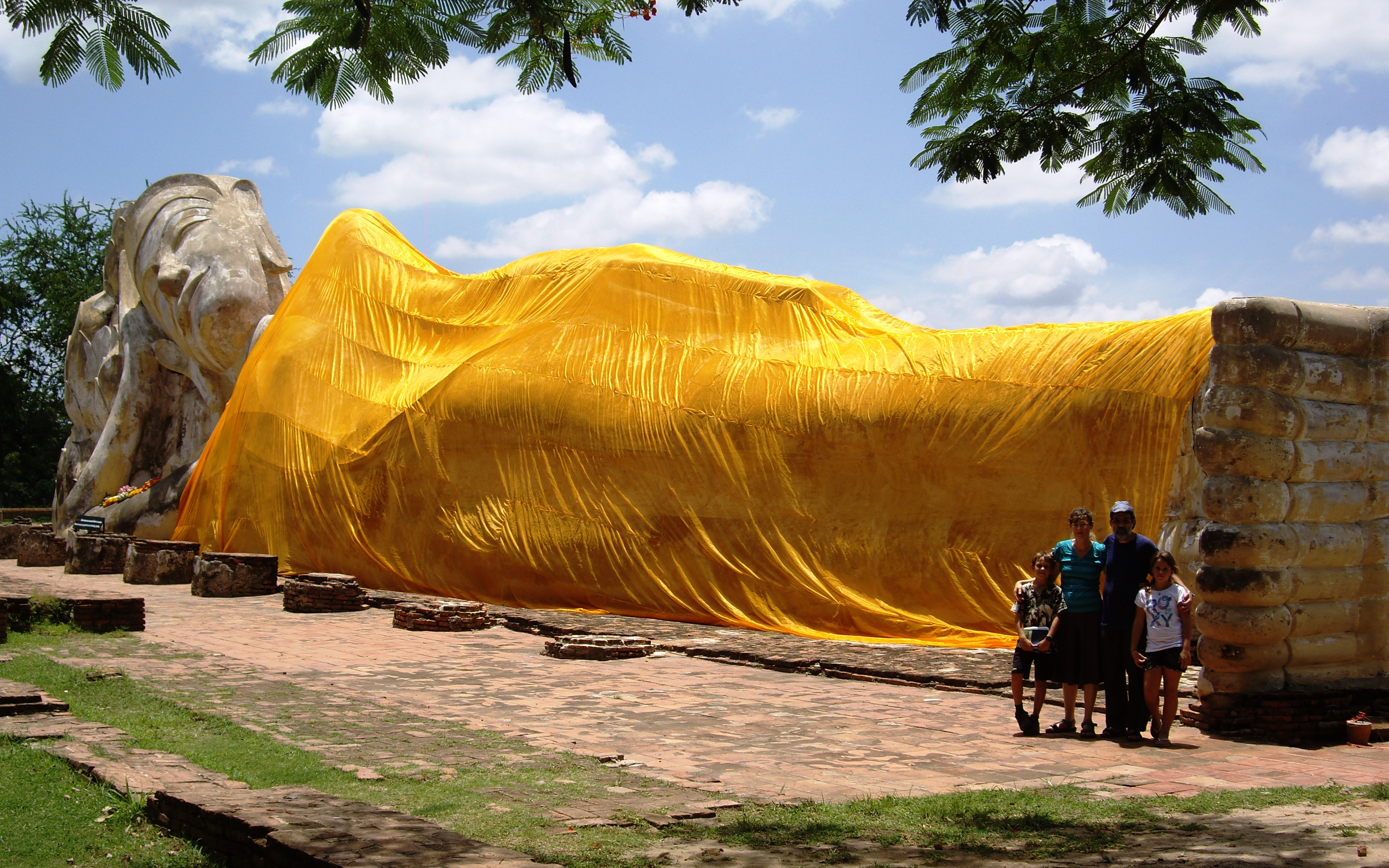
羅卡雅蘇塔寺，戶外大臥佛。
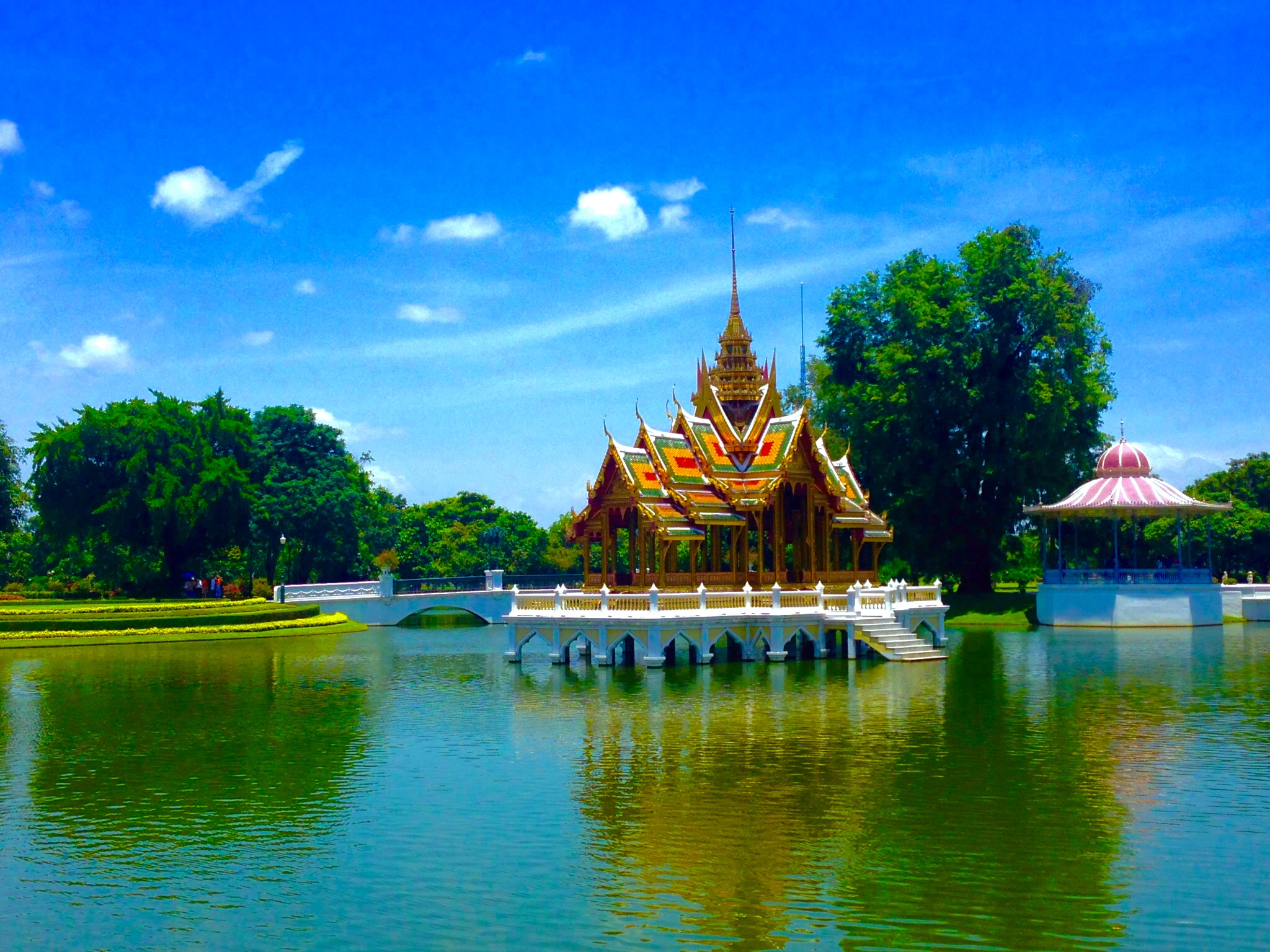
邦芭茵夏宮，中國式宮殿。
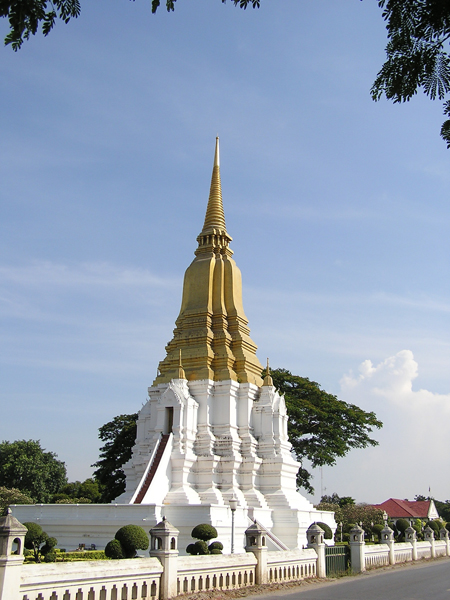
蘇利歐泰王妃納骨塔。
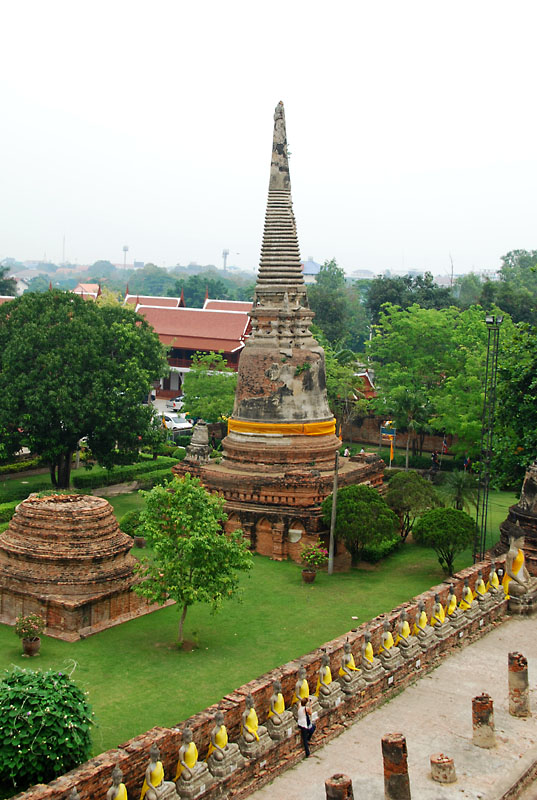
崖差蒙空寺。
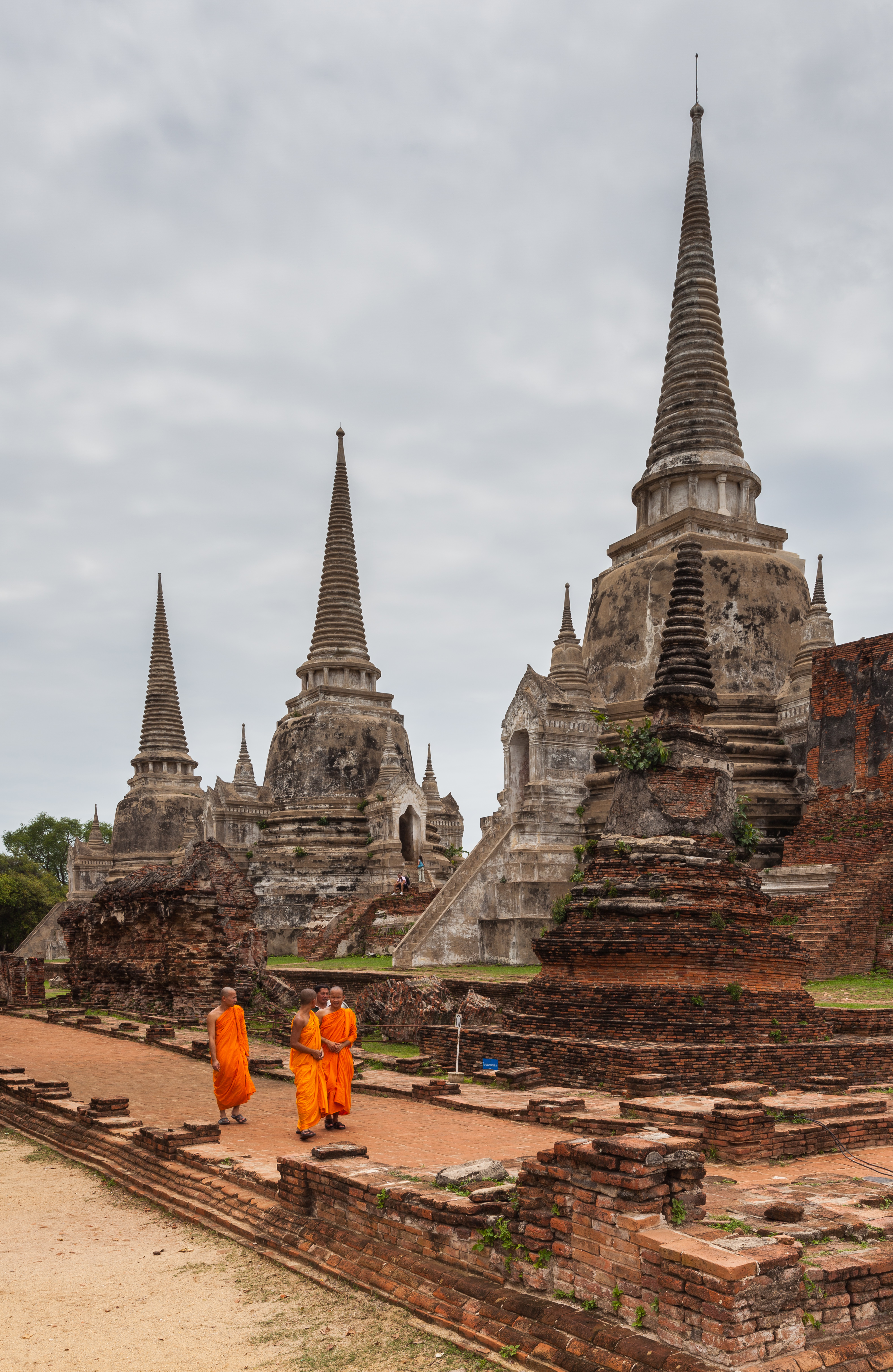
帕席桑碧寺。
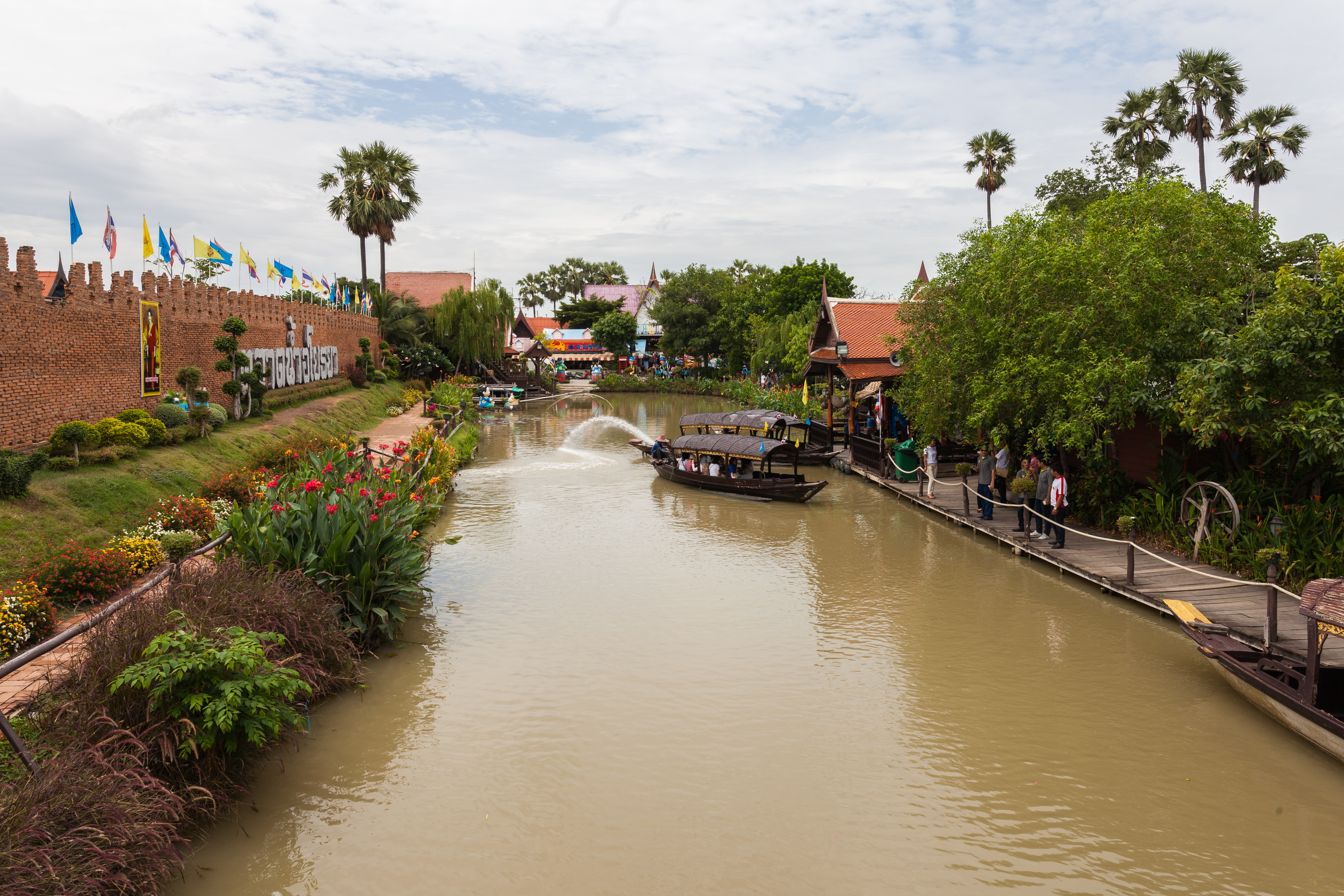
大城水上市場。

## 外部連結
- History of Ayutthaya （页面存档备份，存于）（英文）
- Wat Mahathat, Ayutthaya （页面存档备份，存于）（英文）
- Wat Mahathat, The Temple of the Great Relic[永久]（英文）
- Wat Mahathat（英文）
- Chao Sam Phraya Museum （页面存档备份，存于）（英文）